# Vannes agglo
Vannes agglo est une ancienne communauté d'agglomération française située dans le département du Morbihan, en région Bretagne.

## Histoire
Le Syndicat intercommunal à vocation multiple de Vannes (SIVOM) voit le jour en 1973.
En 1991, le District est créée avec 20 communes.
Le 31 décembre 2000, la Communauté d'agglomération du Pays de Vannes (CAPV) voit le jour, en application de la loi no 99-586 du 12 juillet 1999 relative au renforcement et la simplification de la coopération intercommunale. Elle est définie comme étant un établissement public de coopération intercommunale (EPCI). Elle comprend 20 communes.
Le 1er janvier 2003, quatre nouvelles communes intègre l'agglomération : l'Île-aux-Moines, Le Bono, Plougoumelen et Trédion. La CAPV est alors composée de 24 communes.
La CAPV est renommée Vannes agglo le 1er janvier 2010.
Le 31 décembre 2016, Vannes agglo disparaît en fusionnant avec la Communauté de communes de la Presqu'île de Rhuys et Loc'h Communauté pour former une nouvelle intercommunalité dénommée Golfe du Morbihan - Vannes agglomération, composée de 34 communes et de 169 000 habitants.

## Composition
La Communauté d'agglomération Vannes agglo regroupe 24 communes :
| Nom               | Code Insee | Gentilé                 | Superficie (km2) | Population (dernière pop. légale) | Densité (hab./km2) |
| ----------------- | ---------- | ----------------------- | ---------------- | --------------------------------- | ------------------ |
| Vannes (siège)    | 56260      | Vannetais               | 32,30            | 53 036 (2014)                     | 1 642              |
| Arradon           | 56003      | Arradonnais             | 18,49            | 5 457 (2014)                      | 295                |
| Baden             | 56008      | Badenois                | 23,53            | 4 448 (2014)                      | 189                |
| Le Bono           | 56262      | Bonovistes              | 5,96             | 2 113 (2014)                      | 355                |
| Elven             | 56053      | Elvinois                | 64,05            | 5 640 (2014)                      | 88                 |
| Le Hézo           | 56084      | Hézuviens               | 4,89             | 778 (2014)                        | 159                |
| Île-aux-Moines    | 56087      | Îlois                   | 3,20             | 606 (2014)                        | 189                |
| Île-d'Arz         | 56088      | Îledarais (ou Ildarais) | 3,30             | 242 (2014)                        | 73                 |
| Larmor-Baden      | 56106      | Larmoriens              | 3,93             | 905 (2014)                        | 230                |
| Meucon            | 56132      | Meuconais               | 5,73             | 2 274 (2014)                      | 397                |
| Monterblanc       | 56137      | Monterblancais          | 25,41            | 3 254 (2014)                      | 128                |
| Noyalo            | 56150      | Noyalais                | 4,93             | 780 (2013)                        | 158                |
| Plescop           | 56158      | Plescopais              | 23,35            | 5 647 (2014)                      | 242                |
| Ploeren           | 56164      | Ploerinois              | 20,44            | 6 448 (2014)                      | 315                |
| Plougoumelen      | 56167      | Plougoumelenois         | 21,30            | 2 472 (2014)                      | 116                |
| Saint-Avé         | 56206      | Avéens                  | 26,09            | 10 839 (2014)                     | 415                |
| Saint-Nolff       | 56231      | Nolféens                | 25,92            | 3 665 (2014)                      | 141                |
| Séné              | 56243      | Sinagots                | 19,94            | 8 852 (2014)                      | 444                |
| Sulniac           | 56247      | Sulnacois               | 27,92            | 3 461 (2014)                      | 124                |
| Surzur            | 56248      | Surzurois               | 57,29            | 4 128 (2014)                      | 72                 |
| Theix             | 56251      | Theixois                | 47,13            | 6 946 (2013)                      | 147                |
| Trédion           | 56254      | Trédionnais             | 25,76            | 1 210 (2014)                      | 47                 |
| Treffléan         | 56255      | Treffléanais            | 18,26            | 2 133 (2014)                      | 117                |
| La Trinité-Surzur | 56259      | Trinitains              | 2,30             | 1 469 (2014)                      | 639                |

## Présidents
| Période          | Période          | Identité         | Étiquette   | Qualité |
| ---------------- | ---------------- | ---------------- | ----------- | --- |
| 31 décembre 2000 | 21 avril 2011    | François Goulard | DL puis UMP | Maire de Vannes (2001 → 2004 et 2006 → 2011) Conseiller général de Vannes-Centre (1998 → 2001 et 2011 → 2015) Conseiller départemental de Vannes-1 (2015 → 2021) Président du conseil général puis départemental (2011 → 2021) Député du Morbihan (1re circ.) (1997 → 2004 et 2007 → 2012) Démissionnaire suite à son élection comme président du conseil général |
| 21 avril 2011    | 7 octobre 2011   | Gilles Auvray    | UMP         | Conseiller municipal de Vannes (? → 2011) Démissionnaire |
| 7 octobre 2011   | 14 novembre 2011 | René Mazier      | UMP         | Maire de Treffléan (1989 → 2014) Président par intérim |
| 14 novembre 2011 | 31 décembre 2016 | Pierre Le Bodo   | UDI         | Président de Golfe du Morbihan - Vannes Agglomération (2017 → 2020) Adjoint au maire de Vannes (2001 → 2017) Conseiller municipal de Vannes (1998 → 2020) |